# Estarta y Ecenarro
Estarta y Ecenarro S. A. fue una empresa dedicada a la fabricación de máquinas de coser y máquina herramienta creada y  ubidaca en la localidad guipuzcoana de Elgoibar en el País Vasco en España Fundada el 24 de abril de  1914 con el nombre de sociedad regular colectiva "Ciarran y Estarta" y dedicada a la fabricación de piezas para armas de fuego así como labores de ajuste, composición y construcción de maquinaria para la industria armera y similares, destacó en la fabricación de máquinas de coseer con la marca "Sigma"  llegó a tener 520 trabajadores y a ser una de las más importantes empresas de Elgoibar y de la comarca del bajo Deva. En los años 1980 se integró en el grupo cooperativo de Mondragón Corporación Cooperativa.

## Historia
El 14 de abril de 1914 José León Ciarán Arrillaga y  Eulogio Estarta Landa fundaban en Elgoibar la sociedad regular colectiva "Ciaran y Estarta" con el objetivo de fabricar piezas para armas de fuego y máquinas para la industria armera, muy extendida por toda la cuenca del río Deva. Un año después, el 25 de abril de 1915, se sumó a la sociedad Teodoro Ecenarro Garate y esta paso a denominarse "Ciaran, Estarta y Cía." que se especializó en fabricación de taladros de sobremesa, de columna y de herrero.
En septiembre de 1920 José Luis Ciaran abandona la sociedad que pasa a denominarse  "Estarta y Ecenarro", nombre que mantendría hasta su desaparición a finales del siglo XX.
Durante la guerra civil de 1936 la empresa se dedicó a la fabricación de material de guerra y una vez finalizado el conflicto en 1939 decidieron comenzar la fabricación de máquinas de coser al encontrar que la empresa eibarresa Alfa que tenía a la máquina de coser como producto principal, se hallaba desmantelada a consecuencia de la guerra y   la  incautación por su gran significación republicana y socialista. Para ello se procedió a reconvertir la empresa  en sociedad anónima en 1943 y a prepararla para  la producción de máquinas de coser para lo cual se acudió al especialista alemán Kart Rübel Wirt que había trabajado anteriormente para Alfa. Se construyeron nuevas instalaciones y el 1946 se inició la producción lanzando al mercado la máquina de coser "Cima", que se tuvo que cambiar por la coincidir con la marca "Cyma" que una empresa relojera suiza tenía. La denominación final fue "Sigma".
La nueva línea de producción no apartó a "Estarta y Ecenarro" de la producción de máquina herramienta que amplió a la fabricación a prensas excéntricas, tornos copiadores hidráulicos y rectificadoras.
En la década de 1950 la empresa goza de un gran crecimiento con un comportamiento exportador muy relevante exportando a más de 50 países, llegando a producir 52 000 máquinas de coser y 250 máquinas herramienta anualmente con una plantilla de 520 trabajadores.
En el último tercio del siglo XX se produce una crisis industrial que unida a la creciente oferta de ropa confeccionada  llevó a que cayera la demanda de máquinas de coser y a que se propiciara el cierre de la empresa en 1995 y su paso a la integración en el grupo Danobat perteneciente a la Corporación Mondragón. En 2007 se crea, dentro del grupo Danobat,  "Estarta Rectificadora, S. Coop."  que mantiene la fabricación de máquina herramienta con  la marca "Estarta". Las máquinas de coser marca  "Sigma" se comercializan por la empresa catalana "Impormaco S.A.L.".